# Regina di Alise
Regina di Alise (in francese: Reine o Régine; Grignon, 238 circa – Autun, 253) fu una martire cristiana della Gallia romana che la Chiesa cattolica venera come santa.

## Agiografia
Nel 253, una giovane gallica di sedici anni chiamata Regina, convertitasi al cristianesimo, faceva pascolare i suoi montoni ai piedi del monte Auxois, dove si ritiene sorgesse l'oppido gallico di Alesia. Un governatore romano delle Galle, tale Olibrio od Olimbrio, del quale non si hanno altre testimonianze, avrebbe cercato di abusare di lei, ma lei avrebbe resistito e avrebbe anche rifiutato il matrimonio per non rinunciare alla sua fede. Venne martirizzata tramite decapitazione intorno al 253, ai tempi dell'imperatore Decio. Dal secolo successivo, si sviluppò un culto, che è attestato a partire dal V secolo, e il martirio di questa santa divenne oggetto di molti misteri.
Il suo corpo sarebbe stato trasferito al di fuori della città di Alesia, e sopra la sua tomba venne costruita una basilica.

## Culto

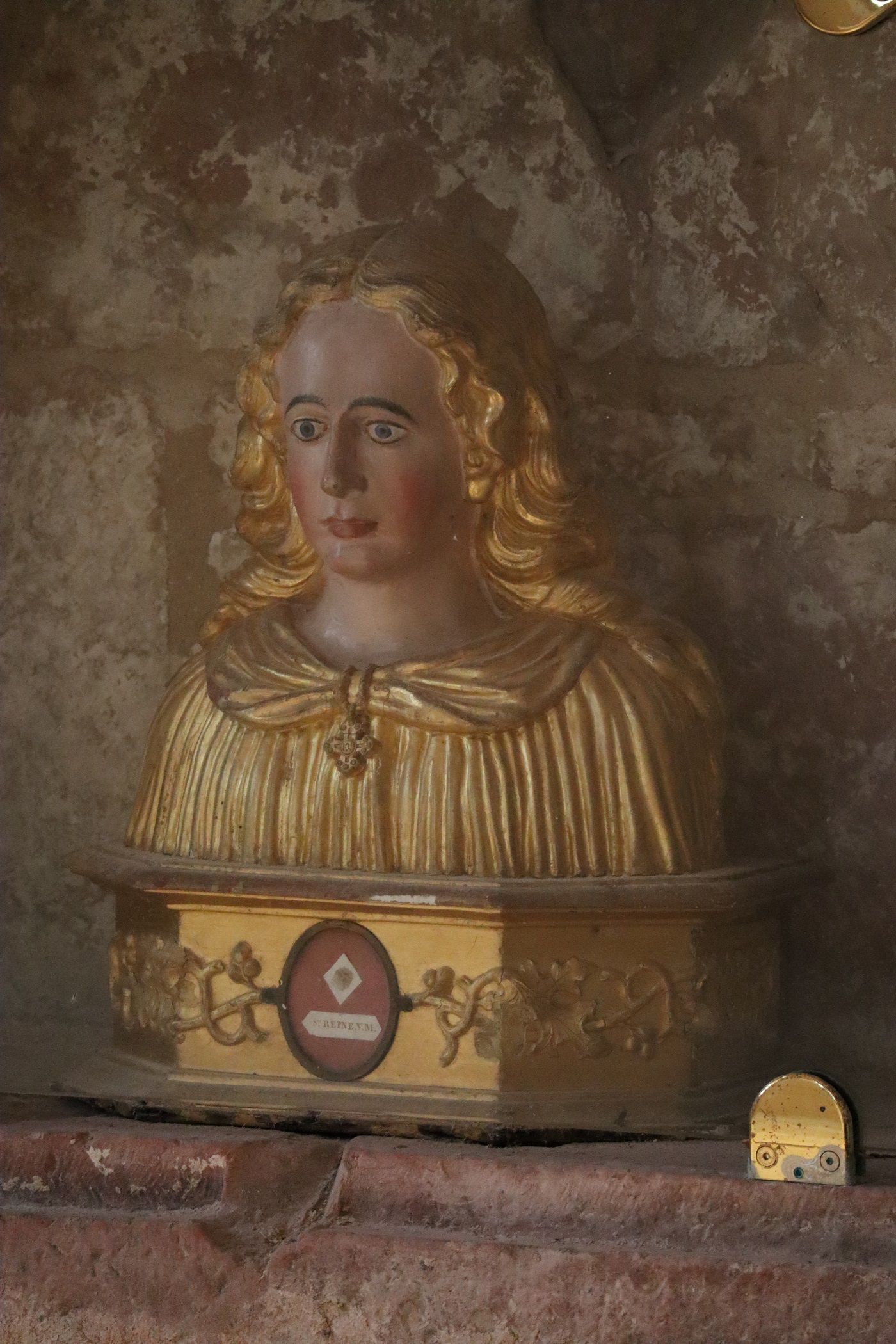
Un busto-reliquiario di santa Regina nella chiesa dell'Assunzione ad Argilly (Côte-d'Or)

Il culto di questa santa trovò una conferma nel 1909, con la scoperta del "servizio eucaristico" di Alesia, un insieme che comprendeva un piatto e tre coppe che si presume venissero utilizzate per la celebrazione eucaristica. Sul piatto sono presenti l'incisione di un pesce e il nome "Regina".
Il villaggio di Alise-Sainte-Reine, che si sviluppò alle pendici del monte Auxois, la scelse come santa patrona e, ogni anno, i suoi abitanti organizzano la rappresentazione di un mistero in sua memoria e in suo onore. Questa tradizione è attestata dal 866 ed esiste tuttora. Si tratterebbe del mistero più antico celebrato senza interruzioni in Francia.
La confraternita di Santa Regina venne fondata dai religiosi di Flavigny nel 1544 e, nel 1644, con la riforma dei benedettini di San Mauro, il pellegrinaggio per vedere le sue reliquie riprese vigore e nel 1659 ai membri della confraternita furono concessi quaranta giorni d'indulgenza da monsignor Louis Doni d'Attichy, vescovo di Autun. La cosiddetta "catena di Santa Regina" si conserva nella chiesa parrocchiale di Flavigny-sur-Ozerain e viene esposta alla venerazione dei pellegrini il 7 settembre, il giorno della santa.
Le sue reliquie sono conservate nell'abbazia di Flavigny-sur-Ozerain a partire dalla metà del nono secolo. La cripta venne trasformata per ospitare il corpo della santa: si tratta di una cripta con una navata centrale fiancheggiata da un deambulatorio che si estende verso est tramite un corridoio che porta a una rotonda simile a quella dell'abbazia di San Germano a Auxerre. Le reliquie della santa furono deposte nel diciassettesimo secolo in un armadio dietro l'altare maggiore.
Nel 1648, i monaci di Flavigny scoprirono che esisteva un altro corpo ritenuto essere quello di santa Regina, che sarebbe stato donato da Carlo Magno a Osnabrück, in Vestfalia, pertanto i monaci fecero portare sé una reliquia di questo corpo, il che fu causa di scontro sull'autenticità di questa reliquia tra i francescani di Alise e i benedettini di Flavigny.
Le somiglianze con la vita di santa Margherita di Antiochia hanno portato alcuni autore a ritenere apocrifa la storia di santa Regina, sebbene questa tradizione possa essere il ricordo di un evento locale. Alcuni studiosi ritengono inoltre che santa Regina possa riprendere la figura di Epona, una dea della mitologia gallica.

## Luoghi di culto
Oltre a Flavigny-sur-Ozerain e Alise-Sainte-Reine, dei luoghi a lei dedicati si trovano a:
- Voisines nello Yonne, dove si trova la cappella di Santa Regina, risalente al 1827 e costruita da due abitanti in seguito all'adempimento di un voto fatto nel corso di un pellegrinaggio ad Alise-Sainte-Reine;
- Virargues nel Cantal, dove una cappella di Santa Regina venne costruita nel 1850;
- cappella e fonte di Santa Regina nel villaggio di Châtelet-en-Brie, nel dipartimento della Senna e Marna. Anche il parco municipale porta il suo nome.